# Karabash, Oblast de Chelyabinsk

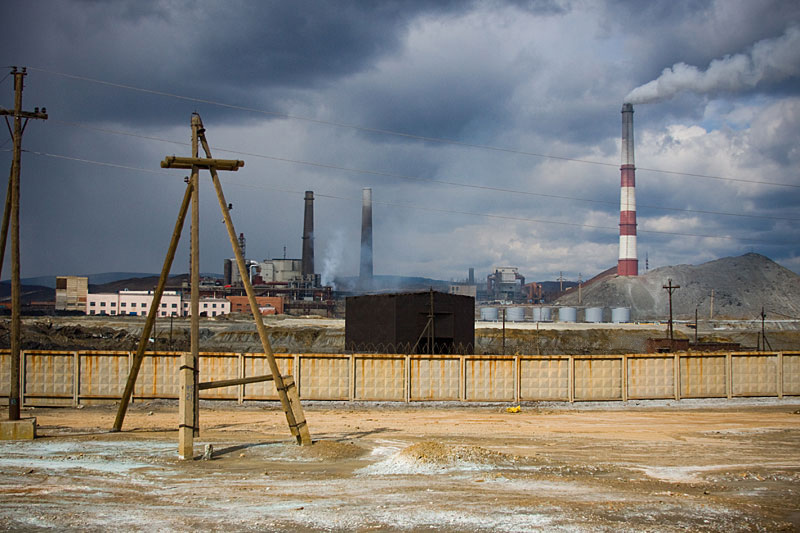
Fundição de cobre em Karabashfont

Karabash (em russo:  Карабаш) é uma cidade no Oblast de Chelyabinsk, Rússia, localizado a 90 quilômetros (56 mi) a noroeste de Chelyabinsk. População: 13,152 (Censo 2010 - resultados preliminares); 15,942 (Censo 2002); 17,006 (Censo 1989).

## História
Foi fundada em 1822 como um estabelecimento de mineradores de ouro.

## Situação
Karabash fica à 84,41km da cidade de Chelyabinsk, a cidade fica localizada ao norte do estado. Junto com outras nove localidades rurais, a cidade é incorporada Cidade de Karabash.

## Economia e ecologia
Uma indústria de fundição de cobre trouxe grandes problemas de ecologia e saúde para a população, devido aos gases tóxicos. Os pedestres que circulam perto do local podem desmaiar, devido a intensa poluição do ar. Em meio a cidade há um pequeno lago, vizinho a indústria de fundição de cobre, que lança resíduos tóxicos em um riacho ligado a este lago. A expectativa de vida em Karabash é uma das menores do mundo.